# Acropora pinguis
Acropora pinguis là một loài san hô trong họ Acroporidae. Loài này được Wells mô tả khoa học năm 1950.